# سرگئی تاتئوسیان
سرگئی تاتئوسیان ( انگلیسی: Sergey Tatevosyan؛ زادهٔ ۴ ژانویهٔ ۱۹۷۳) بوکسور ارمنی‌تبار اهل روسیه است. تادئوسیان در ۲۹ ژانویه ۲۰۰۰ نخستین رقابت حرفه‌ای خویش را انجام داد زمانی که توانست آلکساندر کوماروف ناک‌اوت فنی در راند چهارم شکست دهد.

## Professional boxing record
| خلاصه بوکس حرفه‌ای |        |        |
| ۳۴ مبارزه         | ۲۶ بُرد | ۸ شکست |
| با ناک‌اوت         | ۱۴     | ۱      |
| با تصمیم داور     | ۱۲     | ۷      |

| No. | نتیجه | رکورد | حریف                         | نوع        | راند، زمان | تاریخ           | مکان                                      | توضیحات                                                                 |
| --- | ----- | ----- | ---------------------------- | ---------- | ---------- | --------------- | ----------------------------------------- | ----------------------------------------------------------------------- |
| ۳۴  | باخت  | ۲۶–۸  | کارل فروک                    | ناک‌اوت فنی | ۲ (۱۲)     | ۲۳ مارس ۲۰۰۷    | Nottingham Arena، ناتینگهام، انگلستان     |                                                                         |
| ۳۳  | باخت  | ۲۶–۷  | لوچیان بوت                   | UD         | ۱۲         | ۲۶ ژانویه ۲۰۰۷  | Bell Centre، مونترآل، استان کبک، کانادا   | For سازمان جهانی بوکس Inter-Continental super middleweight title        |
| ۳۲  | برد   | ۲۶–۶  | رادی مارکوسن                 | ناک‌اوت     | ۷ (۸)      | ۱۴ اکتبر ۲۰۰۶   | ورزشگاه پارکن، کپنهاگ، دانمارک            |                                                                         |
| ۳۱  | باخت  | ۲۵–۶  | en:Dmitry Pirog              | UD         | ۱۰         | ۱۶ آوریل ۲۰۰۶   | Casino Crystall، مسکو، روسیه              | For Russia middleweight title                                           |
| ۳۰  | برد   | ۲۵–۵  | روسلان سمنوف                 | UD         | ۶          | ۲۶ ژوئیه ۲۰۰۵   | KRC Arbat، مسکو، روسیه                    |                                                                         |
| ۲۹  | برد   | ۲۴–۵  | David Gogiya                 | SD         | ۱۰         | ۲۸ آوریل ۲۰۰۵   | USC Soviet Wings، مسکو، روسیه             | Retained Russia super middleweight title                                |
| ۲۸  | برد   | ۲۳–۵  | ویکتور گراسچنکو              | UD         | ۱۰         | ۱۷ دسامبر ۲۰۰۴  | Vodoley، یکاترینبورگ، روسیه               | Won Russia super middleweight title                                     |
| ۲۷  | برد   | ۲۲–۵  | کنستانتسین ماخانکو           | UD         | ۸          | ۱۷ ژوئن ۲۰۰۴    | Entertainmt Center Aurora، ویتبسک، بلاروس |                                                                         |
| ۲۶  | باخت  | ۲۱–۵  | خورن گوور                    | UD         | ۸          | ۱۸ مه ۲۰۰۳      | Hanshalle، لوبک، آلمان                    |                                                                         |
| ۲۵  | باخت  | ۲۱–۴  | en:Howard Eastman            | UD         | ۱۲         | ۳۰ ژانویه ۲۰۰۴  | Goresbrook Leisure Centre، اسکس، انگلستان | For EBU European title                                                  |
| ۲۴  | برد   | ۲۱–۳  | یوری تسارنک                  | UD         | ۱۲         | ۸ اکتبر ۲۰۰۳    | Luzhniki، مسکو، روسیه                     | Retained WBC International middleweight title                           |
| ۲۳  | برد   | ۲۰–۳  | ویکتور گراسچنکو              | UD         | ۸          | ۷ سپتامبر ۲۰۰۳  | کراسنویارسک، روسیه                        |                                                                         |
| ۲۲  | برد   | ۱۹–۳  | en:James Obede Toney         | UD         | ۱۲         | ۲۹ مه ۲۰۰۳      | Centr na Tulskoy، مسکو، روسیه             | Won vacant شورای جهانی بوکس International middleweight title            |
| ۲۱  | برد   | ۱۸–۳  | روسلان یاکوپوف               | UD         | ۶          | ۱۹ آوریل ۲۰۰۳   | Circus، سنت پترزبورگ، روسیه               |                                                                         |
| ۲۰  | برد   | ۱۷–۳  | بیک‌جان آلتین‌بیکوف            | ناک‌اوت فنی | ۳ (۸)      | ۶ نوامبر ۲۰۰۲   | نووسیبریسک، روسیه                         |                                                                         |
| ۱۹  | برد   | ۱۶–۳  | en:Armand Krajnc             | ناک‌اوت فنی | ۷ (۱۰)     | ۱۴ سپتامبر ۲۰۰۲ | Volkswagen Halle، براونشوایگ، آلمان       |                                                                         |
| ۱۸  | برد   | ۱۵–۳  | دمیتری ترسکوف                | ناک‌اوت فنی | ۴ (۶)      | ۳۱ اوت ۲۰۰۲     | نووسیبریسک، روسیه                         |                                                                         |
| ۱۷  | برد   | ۱۴–۳  | اولکساندر هاراشچنکو          | UD         | ۱۰         | ۱۵ ژوئن ۲۰۰۲    | Druzhba Arena، دونتسک، اوکراین            |                                                                         |
| ۱۶  | برد   | ۱۳–۳  | دمیتری ترسکوف                | ناک‌اوت فنی | ۶ (۸)      | ۲۵ مه ۲۰۰۲      | کامیشلوف، روسیه                           |                                                                         |
| ۱۵  | باخت  | ۱۲–۳  | en:Roman Karmazin            | UD         | ۸          | ۱۰ آوریل ۲۰۰۲   | Conti Casino، سن پترزبورگ، روسیه          |                                                                         |
| ۱۴  | باخت  | ۱۲–۲  | اسلان‌بیک کودزوف              | SD         | ۱۰         | ۱۶ فوریه ۲۰۰۲   | قصر یخی، نووسیبریسک، روسیه                | For vacant Russia middleweight title                                    |
| ۱۳  | برد   | ۱۲–۱  | علی‌اسکندر سیرواتکا           | ناک‌اوت فنی | ۶ (۸)      | ۱۱ دسامبر ۲۰۰۱  | قصر یخی، نووسیبریسک، روسیه                |                                                                         |
| ۱۲  | برد   | ۱۱–۱  | واهه کوچاریان Vage Kocharyan | UD         | ۸          | ۱۰ نوامبر ۲۰۰۱  | قصر یخی، نووسیبریسک، روسیه                |                                                                         |
| ۱۱  | برد   | ۱۰–۱  | آشکاب نیگایف                 | ناک‌اوت فنی | ۳ (۶)      | ۱۶ اکتبر ۲۰۰۱   | Radio GaGa Club، مسکو، روسیه              |                                                                         |
| ۱۰  | برد   | ۹–۱   | کریم تولاگانوف               | UD         | ۶          | ۳۰ ژوئن ۲۰۰۱    | قصر یخی، نووسیبریسک، روسیه                |                                                                         |
| ۹   | برد   | ۸–۱   | آناتولی کانایف               | ناک‌اوت     | ۱ (۸)      | ۲۶ مه ۲۰۰۱      | قصر یخی، تیومن، روسیه                     |                                                                         |
| ۸   | برد   | ۷–۱   | کریم تولگانوف                | ناک‌اوت فنی | ۲ (۸)      | ۶ آوریل ۲۰۰۱    | قصر یخی، نووسیبریسک، روسیه                |                                                                         |
| ۷   | برد   | ۶–۱   | رومن بابایف                  | RTD        | ۸ (۱۰)     | ۲ فوریه ۲۰۰۱    | قصر یخی، نووسیبریسک، روسیه                |                                                                         |
| ۶   | باخت  | ۵–۱   | لانسانا دیالو                | SD         | ۱۲         | ۲۵ دسامبر ۲۰۰۰  | Sporthall، ایزژم، بلژیک                   | Lost IBF Inter-Continental middleweight title                           |
| ۵   | برد   | ۵–۰   | آلخاندرو د لئون              | ناک‌اوت فنی | ۹ (۱۲)     | ۱۳ اکتبر ۲۰۰۰   | نووسیبریسک، روسیه                         | Won vacant فدراسیون بین‌المللی بوکس Inter-Continental middleweight title |
| ۴   | برد   | ۴–۰   | نیکلای تالالاکین             | ناک‌اوت فنی | ۲ (۱۲)     | ۲۴ ژوئن ۲۰۰۰    | نووسیبریسک، روسیه                         | Won vacant Russia middleweight title                                    |
| ۳   | برد   | ۳–۰   | آلکسی یوستیانتسف             | UD         | ۸          | ۳۰ آوریل ۲۰۰۰   | نووسیبریسک، روسیه                         |                                                                         |
| ۲   | برد   | ۲–۰   | روسلان دژان‌بیکف              | ناک‌اوت فنی | ۵ (۶)      | ۱۰ مارس ۲۰۰۰    | نووسیبریسک، روسیه                         |                                                                         |
| ۱   | برد   | ۱–۰   | آلکساندر کوماروف             | ناک‌اوت فنی | ۴ (?)      | ۲۹ ژانویه ۲۰۰۰  | نووسیبیرسک، روسیه                         |                                                                         |

## زندگی‌نامه
وی در ۴ ژانویهٔ ۱۹۷۳ در نووسیبیرسک به دنیا آمد 